# Skinfaxe
Skinfaxe (Oldnordisk: Skinfaxi, 'skinnende manke') er hesten, der i nordisk mytologi er forspændt Dags vogn. Han bliver på denne kørt hen over himlen hver dag. Hestens manke og hale skinner som guld og oplyser verden.
Hesten Hrymfaxe er forspændt vognen, der bærer månen over himlen om natten.
Oehlenschlägers digt Guldhornene omtaler himmelhestene:
"Hrymfaxe den sorte
puster og dukker
og i Havet sig begraver.
Morgenens Porte
Delling oplukker,
og Skinfaxe traver
i straalende Lue
paa Himlens Bue."
Ifølge en anden tradition er Sol en gud, datter af Mundilfare og søster til Måne. Sol kører i solvognen over himlen. Vognen trækkes af to heste ved navn Alsin og Arvak.